# 660
El 660 (DCLX) fou un any de traspàs començat en dimecres del calendari julià.

## Esdeveniments
- Edictes contra els jueus a Toledo

## Naixements
- Lleonci II, emperador romà d'Orient.

## Necrològiques
- Brahmagupta, matemàtic i astrònom.